# Daniel Melo (tenista)
Daniel Melo (n . 4 de julio de 1977 en Belo Horizonte, Brasil) es un exjugador profesional de tenis brasileño. Es hermano de Marcelo Melo y actualmente su entrenador. Se destacó en dobles, donde formó una buena dupla junto a su compatriota André Sá. Su mejor posición en el ranking fue de Nº79 en dobles y Nº151 en singles.

## Títulos

### Dobles
| Leyenda                |
| Grand Slam (0)         |
| Tennis Masters Cup (0) |
| ATP Masters Series (0) |
| ATP Tour (1)           |

| N.º | Fecha | Torneo          | Superficie | Pareja      | Oponentes en la final       | Resultado      |
| --- | ----- | --------------- | ---------- | ----------- | --------------------------- | -------------- |
| 1.  | 2001  | Costa do Sauipe | Dura       | Enzo Artoni | Gastón Etlis Brent Haygarth | 6-3 1-6 7-6(5) |